# 上伊科列茨农村居民点
上伊科列茨农村居民点（俄语：Верхнеикорецкое сельское поселение）是俄罗斯联邦沃罗涅日州博布罗夫区所属的一个农村居民点。其下辖有3个居民点，行政中心为上伊科列茨。据2016年统计，该农村居民点的人口为1442人。